# 米子都市圏
米子都市圏（よなごとしけん）とは、鳥取県米子市を中心市とする都市圏。

## 定義
一般的な都市圏の定義については都市圏を参照のこと。

### 「10% 都市圏」（通勤圏）
米子市を中心市とする都市雇用圏（10% 通勤圏）の人口は約23万人（2010年国勢調査基準）。
都市雇用圏（10% 通勤圏）の変遷
- 10% 通勤圏に入っていない自治体は、各統計年の欄で灰色かつ「-」で示す。

| 県     | 自治体 ('80) | 1980年                 | 1990年                 | 1995年                 | 2000年                 | 2005年                 | 2010年                 | 自治体 （現在） |
| ------ | ------------ | ---------------------- | ---------------------- | ---------------------- | ---------------------- | ---------------------- | ---------------------- | --------------- |
| 島根県 | 安来市       | -                      | -                      | -                      | -                      | -                      | 松江 都市圏            | 安来市          |
| 島根県 | 広瀬町       | -                      | -                      | -                      | -                      | -                      | 松江 都市圏            | 安来市          |
| 島根県 | 伯太町       | -                      | -                      | -                      | 米子 都市圏 25万2387人 | -                      | 松江 都市圏            | 安来市          |
| 鳥取県 | 境港市       | 米子 都市圏 24万6581人 | 米子 都市圏 24万4966人 | 米子 都市圏 25万1774人 | 米子 都市圏 25万2387人 | 米子 都市圏 24万0254人 | 米子 都市圏 23万4641人 | 境港市          |
| 鳥取県 | 米子市       | 米子 都市圏 24万6581人 | 米子 都市圏 24万4966人 | 米子 都市圏 25万1774人 | 米子 都市圏 25万2387人 | 米子 都市圏 24万0254人 | 米子 都市圏 23万4641人 | 米子市          |
| 鳥取県 | 淀江町       | 米子 都市圏 24万6581人 | 米子 都市圏 24万4966人 | 米子 都市圏 25万1774人 | 米子 都市圏 25万2387人 | 米子 都市圏 24万0254人 | 米子 都市圏 23万4641人 | 米子市          |
| 鳥取県 | 西伯町       | 米子 都市圏 24万6581人 | 米子 都市圏 24万4966人 | 米子 都市圏 25万1774人 | 米子 都市圏 25万2387人 | 米子 都市圏 24万0254人 | 米子 都市圏 23万4641人 | 南部町          |
| 鳥取県 | 会見町       | 米子 都市圏 24万6581人 | 米子 都市圏 24万4966人 | 米子 都市圏 25万1774人 | 米子 都市圏 25万2387人 | 米子 都市圏 24万0254人 | 米子 都市圏 23万4641人 | 南部町          |
| 鳥取県 | 岸本町       | 米子 都市圏 24万6581人 | 米子 都市圏 24万4966人 | 米子 都市圏 25万1774人 | 米子 都市圏 25万2387人 | 米子 都市圏 24万0254人 | 米子 都市圏 23万4641人 | 伯耆町          |
| 鳥取県 | 溝口町       | 米子 都市圏 24万6581人 | 米子 都市圏 24万4966人 | 米子 都市圏 25万1774人 | 米子 都市圏 25万2387人 | 米子 都市圏 24万0254人 | 米子 都市圏 23万4641人 | 伯耆町          |
| 鳥取県 | 日吉津村     | 米子 都市圏 24万6581人 | 米子 都市圏 24万4966人 | 米子 都市圏 25万1774人 | 米子 都市圏 25万2387人 | 米子 都市圏 24万0254人 | 米子 都市圏 23万4641人 | 日吉津村        |
| 鳥取県 | 大山町       | 米子 都市圏 24万6581人 | 米子 都市圏 24万4966人 | 米子 都市圏 25万1774人 | 米子 都市圏 25万2387人 | 米子 都市圏 24万0254人 | 米子 都市圏 23万4641人 | 大山町          |
| 鳥取県 | 名和町       | 米子 都市圏 24万6581人 | 米子 都市圏 24万4966人 | 米子 都市圏 25万1774人 | 米子 都市圏 25万2387人 | 米子 都市圏 24万0254人 | 米子 都市圏 23万4641人 | 大山町          |
| 鳥取県 | 中山町       | 米子 都市圏 24万6581人 | 米子 都市圏 24万4966人 | 米子 都市圏 25万1774人 | 米子 都市圏 25万2387人 | 米子 都市圏 24万0254人 | 米子 都市圏 23万4641人 | 大山町          |
| 鳥取県 | 日野町       | 米子 都市圏 24万6581人 | 米子 都市圏 24万4966人 | 米子 都市圏 25万1774人 | 米子 都市圏 25万2387人 | 米子 都市圏 24万0254人 | 米子 都市圏 23万4641人 | 日野町          |
| 鳥取県 | 江府町       | 米子 都市圏 24万6581人 | 米子 都市圏 24万4966人 | 米子 都市圏 25万1774人 | 米子 都市圏 25万2387人 | 米子 都市圏 24万0254人 | 米子 都市圏 23万4641人 | 江府町          |
| 島根県 | 美保関町     | 米子 都市圏 24万6581人 | 米子 都市圏 24万4966人 | 米子 都市圏 25万1774人 | 米子 都市圏 25万2387人 | 松江 都市圏 25万5199人 | 松江 都市圏 29万2366人 | 松江市          |
| 島根県 | 八束町       | 米子 都市圏 24万6581人 | 松江 都市圏 21万7904人 | 松江 都市圏 22万1482人 | 松江 都市圏 22万5937人 | 松江 都市圏 25万5199人 | 松江 都市圏 29万2366人 | 松江市          |
| 島根県 | 松江市       | 松江 都市圏 20万5031人 | 松江 都市圏 21万7904人 | 松江 都市圏 22万1482人 | 松江 都市圏 22万5937人 | 松江 都市圏 25万5199人 | 松江 都市圏 29万2366人 | 松江市          |
| 島根県 | 鹿島町       | 松江 都市圏 20万5031人 | 松江 都市圏 21万7904人 | 松江 都市圏 22万1482人 | 松江 都市圏 22万5937人 | 松江 都市圏 25万5199人 | 松江 都市圏 29万2366人 | 松江市          |
| 島根県 | 島根町       | 松江 都市圏 20万5031人 | 松江 都市圏 21万7904人 | 松江 都市圏 22万1482人 | 松江 都市圏 22万5937人 | 松江 都市圏 25万5199人 | 松江 都市圏 29万2366人 | 松江市          |
| 島根県 | 宍道町       | 松江 都市圏 20万5031人 | 松江 都市圏 21万7904人 | 松江 都市圏 22万1482人 | 松江 都市圏 22万5937人 | 松江 都市圏 25万5199人 | 松江 都市圏 29万2366人 | 松江市          |
| 島根県 | 玉湯町       | 松江 都市圏 20万5031人 | 松江 都市圏 21万7904人 | 松江 都市圏 22万1482人 | 松江 都市圏 22万5937人 | 松江 都市圏 25万5199人 | 松江 都市圏 29万2366人 | 松江市          |
| 島根県 | 八雲村       | 松江 都市圏 20万5031人 | 松江 都市圏 21万7904人 | 松江 都市圏 22万1482人 | 松江 都市圏 22万5937人 | 松江 都市圏 25万5199人 | 松江 都市圏 29万2366人 | 松江市          |
| 島根県 | 東出雲町     | 松江 都市圏 20万5031人 | 松江 都市圏 21万7904人 | 松江 都市圏 22万1482人 | 松江 都市圏 22万5937人 | 松江 都市圏 25万5199人 | 松江 都市圏 29万2366人 | 松江市          |

- 2004年10月1日：安来市、広瀬町、伯太町が新設合併して新たに安来市となった。
- 2004年10月1日：西伯郡西伯町、会見町が新設合併して南部町となった。
- 2005年1月1日：西伯郡岸本町、日野郡溝口町が新設合併して西伯郡伯耆町となった。
- 2005年3月28日：西伯郡大山町、名和町、中山町が新設合併して新たに大山町となった。
- 2005年3月31日：松江市、八束郡美保関町、八束町、鹿島町、島根町、宍道町、玉湯町、八雲村が新設合併して新たに松江市となった。
- 2005年3月31日：米子市、西伯郡淀江町が新設合併して新たに米子市となった。
- 2011年8月1日：八束郡東出雲町が松江市に編入。